# シカオ郡
座標: 北緯7度34分18秒 東経99度20分42秒 / 北緯7.57167度 東経99.34500度
シカオ郡（シカオぐん）はタイ南部・トラン県にある郡（アムプー）である。

## 名称
シカオとは郡内にある村の名前であった。もともと、現在のシカオには貿易用の品を一時的に保管する「コンシー (กงสี, 中国語の「公司」から) 」と呼ばれる施設があった。そのうち大きな貿易品を保管する大きめのコンシーが別の場所にできたためこのコンシーはコンシーカオ (กงสีเก่า, 旧コンシー) と呼ばれるようになった。この後、このあたりはコンシーカオ村と呼ばれるようになったがそれが訛りシカオ村と呼ばれるようになった。後に、これが郡名に採用された。

## 歴史
シカオ郡は1887年に設置された。現在の郡庁舎は1987年3月1日に正式に開かれたものである。

## 地理
郡の西部はアンダマン海に面しており、郡の東部はやや山がちになっている。このうち西部の南部の海岸沿いにはパークメーン・ビーチと呼ばれる砂浜が広がっている。内陸部の山岳部にはアーントーン滝と呼ばれる滝がある。

## 経済
郡の主要な産業は農業、漁業である。主な農業生産品はパラゴムノキ、パームヤシ、果物類である。

## 行政区分
郡は5のタムボンに分かれ、さらにその下位に40の村（ムーバーン）がある。自治体（テーサバーン）が設置されており以下のようになっている。
- テーサバーンタムボン・シカオ・・・タムボン・ボーヒンの一部
- テーサバーンタムボン・クワンクン・・・タムボン・カラーセーの一部

また、郡内には5のタムボン行政体（オンカーンボーリハーンスワンタムボン）がある。
| - タムボン・ボーヒン・・・ตำบลบ่อหิน - タムボン・カオマイケーオ・・・ตำบลเขาไม้แก้ว - タムボン・カラーセー・・・ตำบลกะลาเส - タムボン・マイファート・・・ตำบลไม้ฝาด - タムボン・ナームアンペット・・・ตำบลนาเมืองเพชร | Map of Tambon |